# Marvel's Avengers (jeu vidéo)
Marvel's Avengers (anciennement désigné sous le nom Project Avengers) est un jeu vidéo édité par Square Enix Europe en collaboration avec Marvel Games. Il est développé par Crystal Dynamics, Eidos Montréal, Nixxes Software et Crystal Northwest. Après avoir été annoncé pour le 15 mai 2020, il est finalement repoussé au 4 septembre 2020 sur Xbox One, PlayStation 4, PC et Stadia.

## Synopsis
Marvel’s Avengers débute lors du A-Day, où Iron Man, Captain America, Thor, Black Widow et Bruce Banner / Hulk, célèbrent l'inauguration d'un nouveau quartier général des Avengers à San Francisco et le lancement de leur héliporteur alimenté par une source d’énergie expérimentale,. Cependant, la journée vire au cauchemar lorsqu'un accident catastrophique entraîne la destruction d'une grande partie de la ville. Les Avengers sont considérés comme responsables de la tragédie et se séparent. Cinq ans plus tard, alors que les super-héros sont devenus hors-la-loi, le monde fait face à une terrible menace et le seul espoir pour le sauver est de rassembler les plus grands héros de la Terre.

## Développement

### Annonce
Le 26 janvier 2017, Square Enix annonce un partenariat avec Marvel Games pour la création de plusieurs jeux Marvel Entertainment, et annonce le même jour Project Avengers par un premier teaser, qui deviendra deux ans plus tard Marvel’s Avengers.

### Création des personnages
Les premières images sont révélées deux ans plus tard, lors de l'E3 2019, avec la révélation des designs de Captain America, Iron Man, Bruce Banner, Black Widow et Thor, qui ne convainquent pas les fans. Le studio Crystal Dynamics ne souhaitait pas utiliser les visages des acteurs jouant dans les films Avengers de Marvel, car l'objectif était de se détacher du Marvel Cinematic Universe (MCU) afin de proposer une autre "vision". Certains détails laissent penser que le Spider-Man du jeu vidéo de 2018 pourrait faire une apparition dans Marvel's Avengers afin de créer un Marvel Gaming Universe (MGU), mais cette théorie a ensuite été réfutée par les développeurs quand ils ont annoncé la sortie d’un DLC Spider-Man exclusivement pour PlayStation. Cette annonce a provoqué de vive réactions de la part des joueurs hors PlayStation, se sentant délaissés. Le directeur du studio Crystal Dynamics, Scot Amos, a déclaré que l'exclusivité de Spider-Man venait du partenariat existant entre Marvel et Sony, et a précisé qu'il sera l'unique personnage à être exclusif à un support.

### Arrêt des mises à jour
En janvier 2023, il est annoncé que le jeu connaitra sa dernière mise à jour le 31 mars 2023 et qu'il ne sera plus supporté à partir du 30 septembre de la même année.

## Sortie
- 1er septembre 2020 pour les joueurs ayant précommandé sur PlayStation 4, Xbox One, Stadia et PC .
- 4 septembre 2020 sur tous les supports avec des versions PlayStation 5 et Xbox Series prévues pour le 18 mars 2021.

## Accueil
Malgré un très bon démarrage au Royaume-Uni et aux États-Unis, le jeu est un échec commercial : Square Enix déclare avoir perdu 63 millions de dollars à cause de la non-rentabilité du titre.